# 1858 Lobacsevszkij
Az 1858 Lobacsevszkij (ideiglenes jelöléssel 1972 QL) a Naprendszer kisbolygóövében található aszteroida. Ljudmila Vasziljevna Zsuravljova fedezte fel 1972. augusztus 18-án.
Nevét Nyikolaj Ivanovics Lobacsevszkij (1792–1856) orosz matematikus után kapta.